# Pescado frito

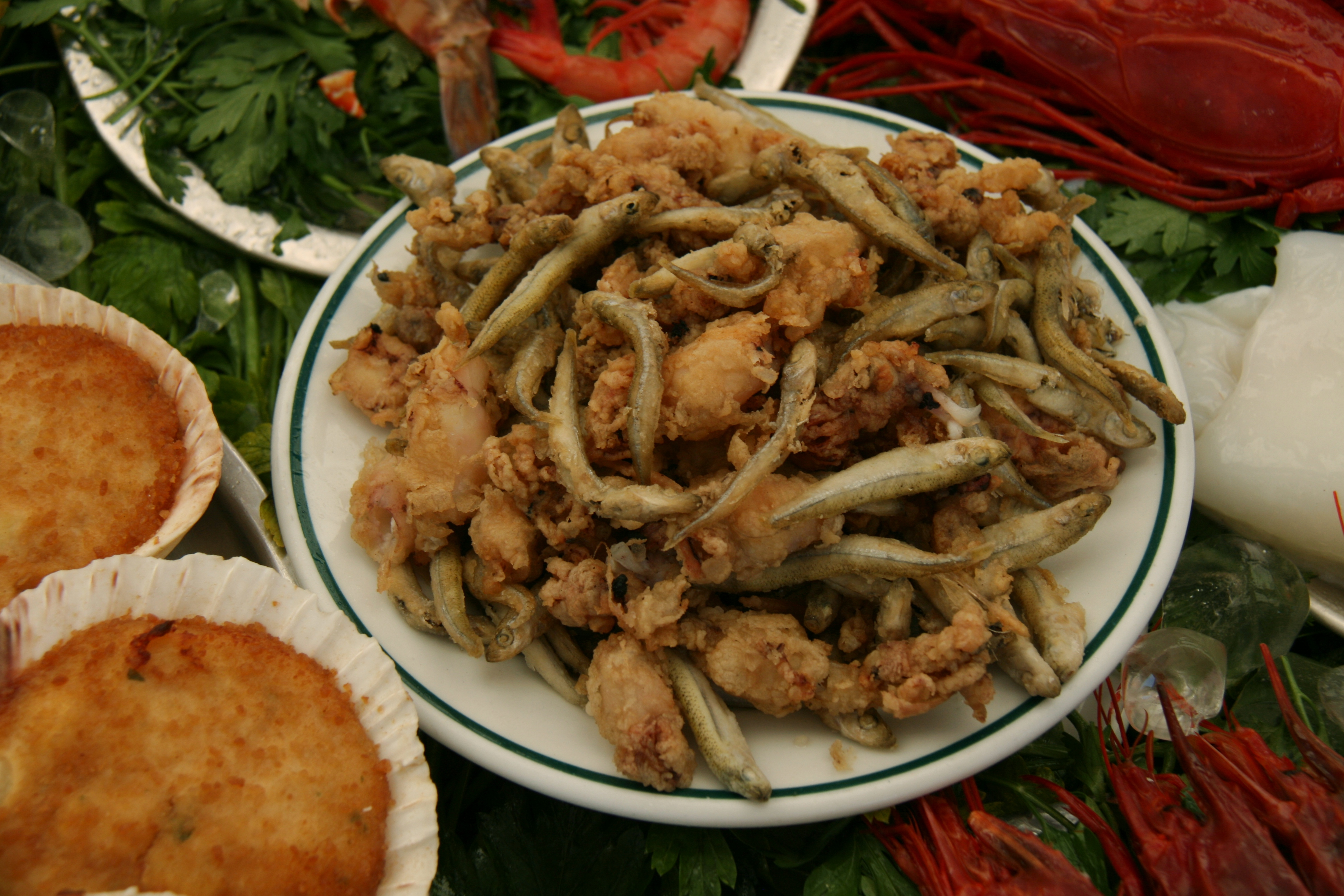
Pescado diverso, frito.

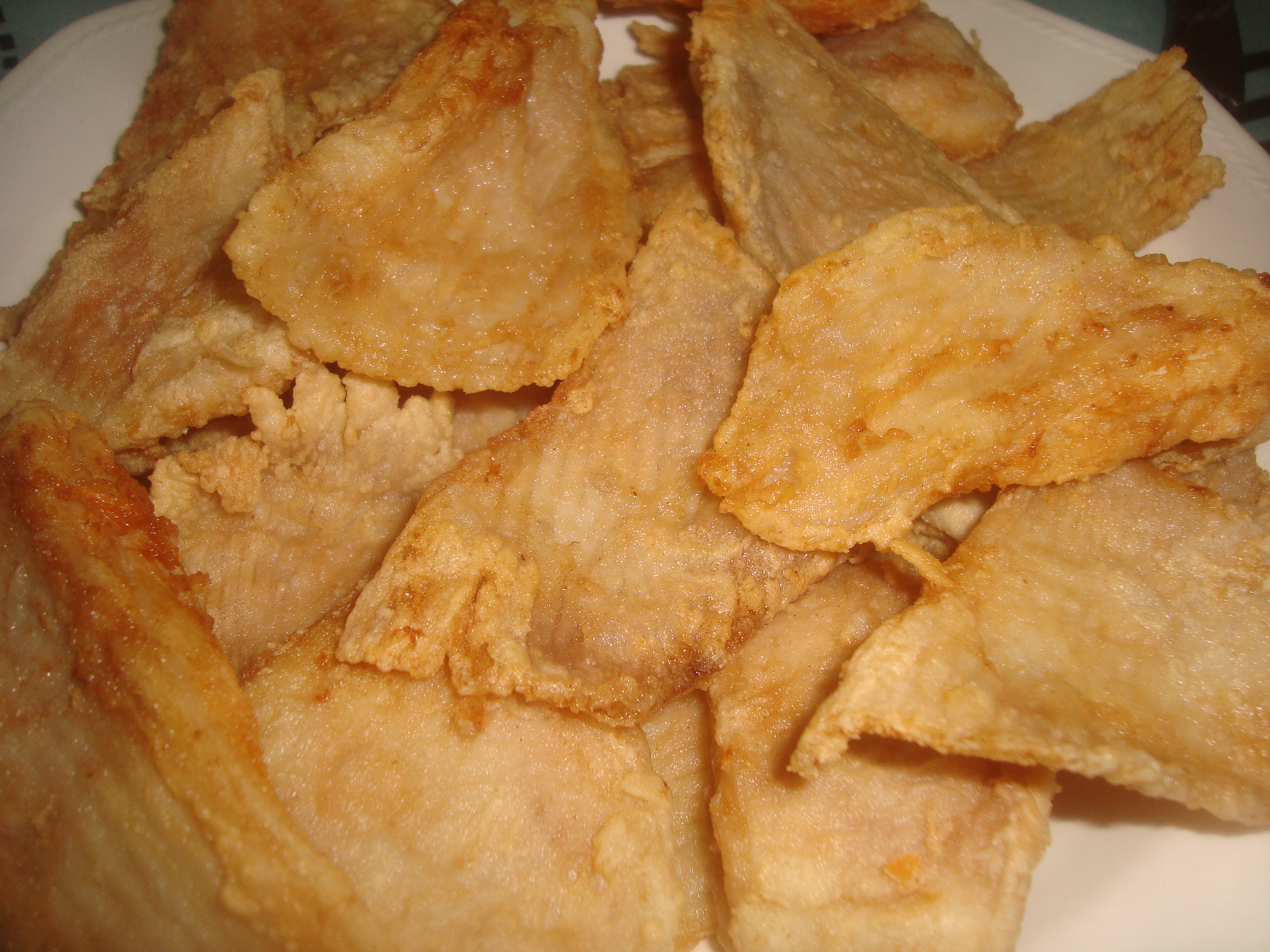
Raya frita.

El pescado frito es un plato tradicional del litoral mediterráneo, por ejemplo en  Provenza (Francia), Rosellón (Francia), en las regiones costeras de Italia, en Grecia, y en diversas zonas de España como Andalucía (Huelva, Cádiz, Almería, Málaga, Granada, y provincias de interior como Córdoba y Sevilla y en otras comunidades como Baleares, Cataluña, Comunidad Valenciana,  Murcia, Ceuta, Melilla y Canarias), además de países de América Latina, que puede servirse en freidurías especializadas, pero no necesariamente, siendo típico de chiringuitos, bares y terrazas.

## Historia
El plato se narra en varios textos de la cocina sefardita que se servía acompañado de una vinagreta de diversas hierbas. Existen descripciones de viajeros del siglo XVIII que narran la existencia de este plato en ciertas zonas de Andalucía.

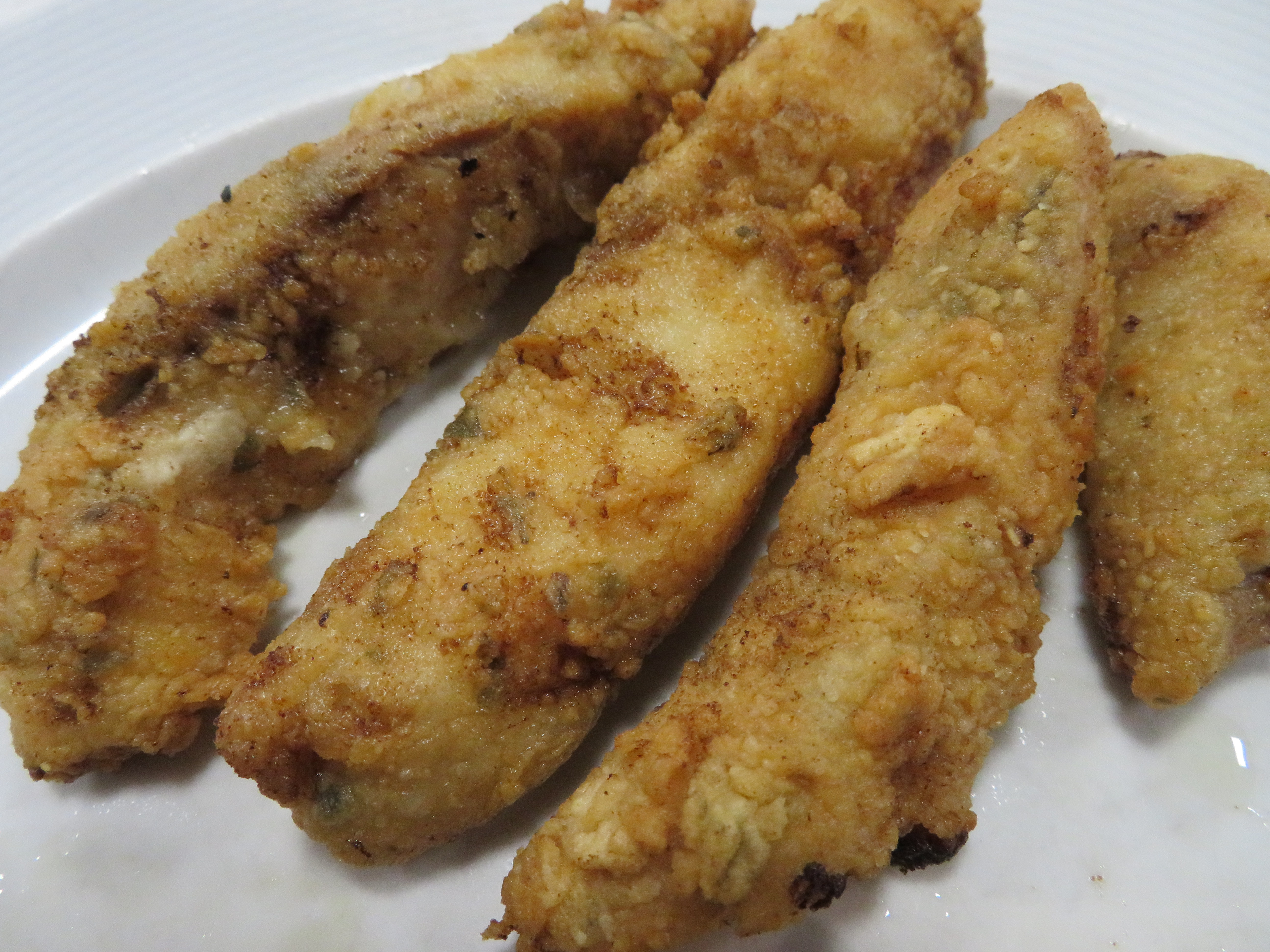
Cazón en adobo, rebozado y frito.

## Características

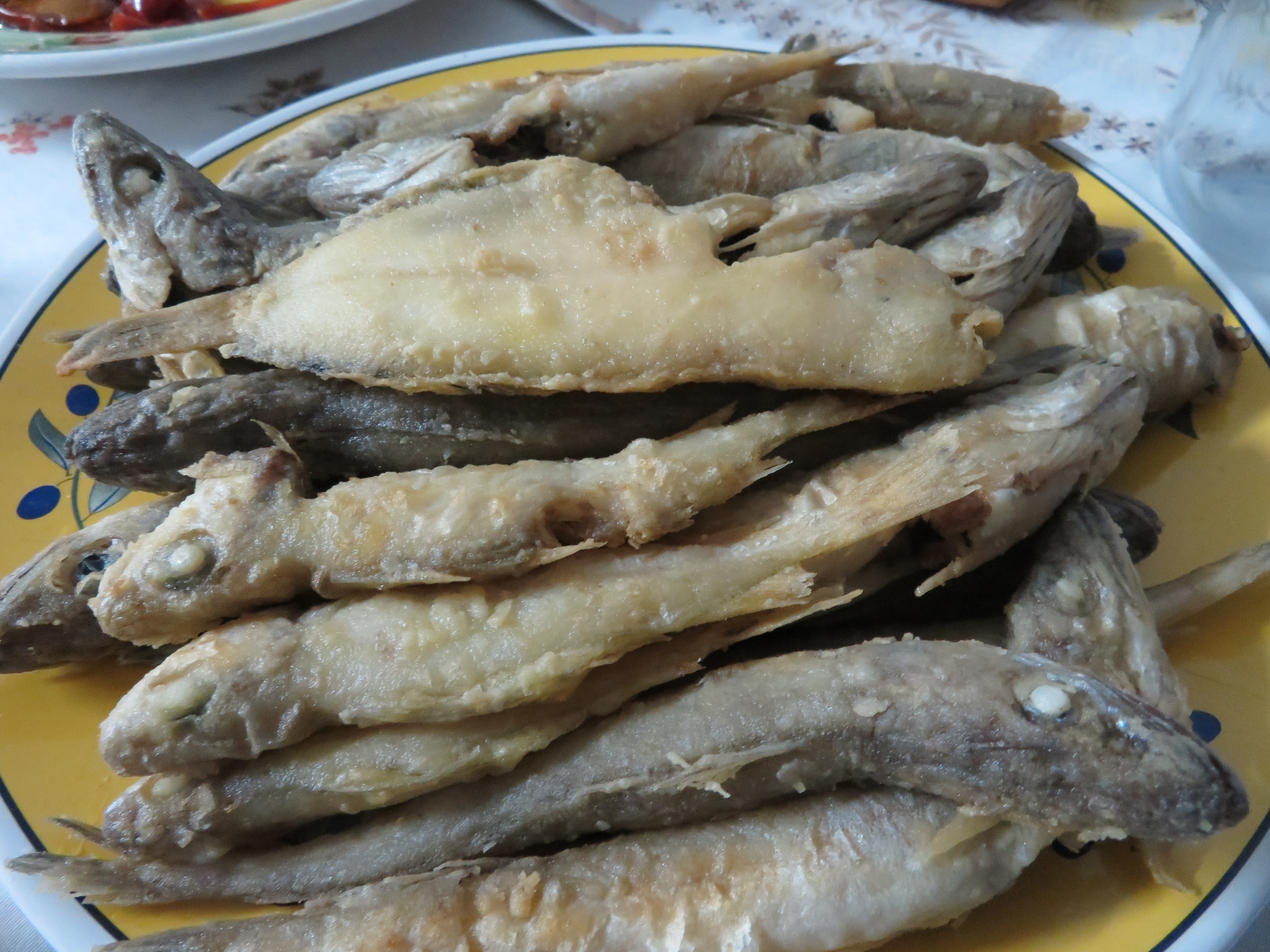
Pescado frito rebozado en harina.

Se elabora rebozando el pescado en harina de almorta o trigo, friéndolo en aceite de oliva y espolvoreándolo con sal como único condimento. Se suele servir caliente, recién frito. Puede tomarse como aperitivo, por ejemplo con una cerveza o vino, o bien como entrante o primer plato. En Cataluña es habitual acompañarlo con pan con tomate, y puede resultar un segundo plato, o "de consistencia", típicamente en la cena. En Andalucía Occidental se suele acompañar con pequeños colines de pan llamados "picos". También se acompaña con "regañás", pan plano y crujiente elaborado con semillas de sésamo.
En algunos lugares es frecuente acompañarlo con un trozo de limón fresco y rociar por encima un poco de su jugo. En otras, por ejemplo en Cataluña y el Golfo de Cádiz, rociar el pescado fresco con zumo de limón puede ser ultrajante para el cocinero, ya que se entiende que el limón sirve para disimular el sabor de un pescado en condiciones no óptimas.[cita requerida] El pescado frito ya lo comían los romanos en la antigua Roma y aún hoy en día es muy común a lo largo de todo el Mar Mediterráneo.
Se consideran adecuados los pescados pequeños y poco espinosos, como el chanquete, el salmonete, el boquerón, la pijota, el tapaculo, la sardinilla y la acedía. Sin embargo, también se emplean pescados mayores, como el cazón, la pescadilla y la caballa, que se trocean y se maceran en ocasiones en adobo antes de freírse. Es frecuente que el pescaíto frito incluya moluscos cefalópodos como el calamar, el choco cortado en anillas, los choquitos enteros (que en otras regiones de España llaman chopitos) cuando son de pequeño tamaño), las puntillitas y crustáceos, como las gambas.

## Pescado frito en Latinoamérica

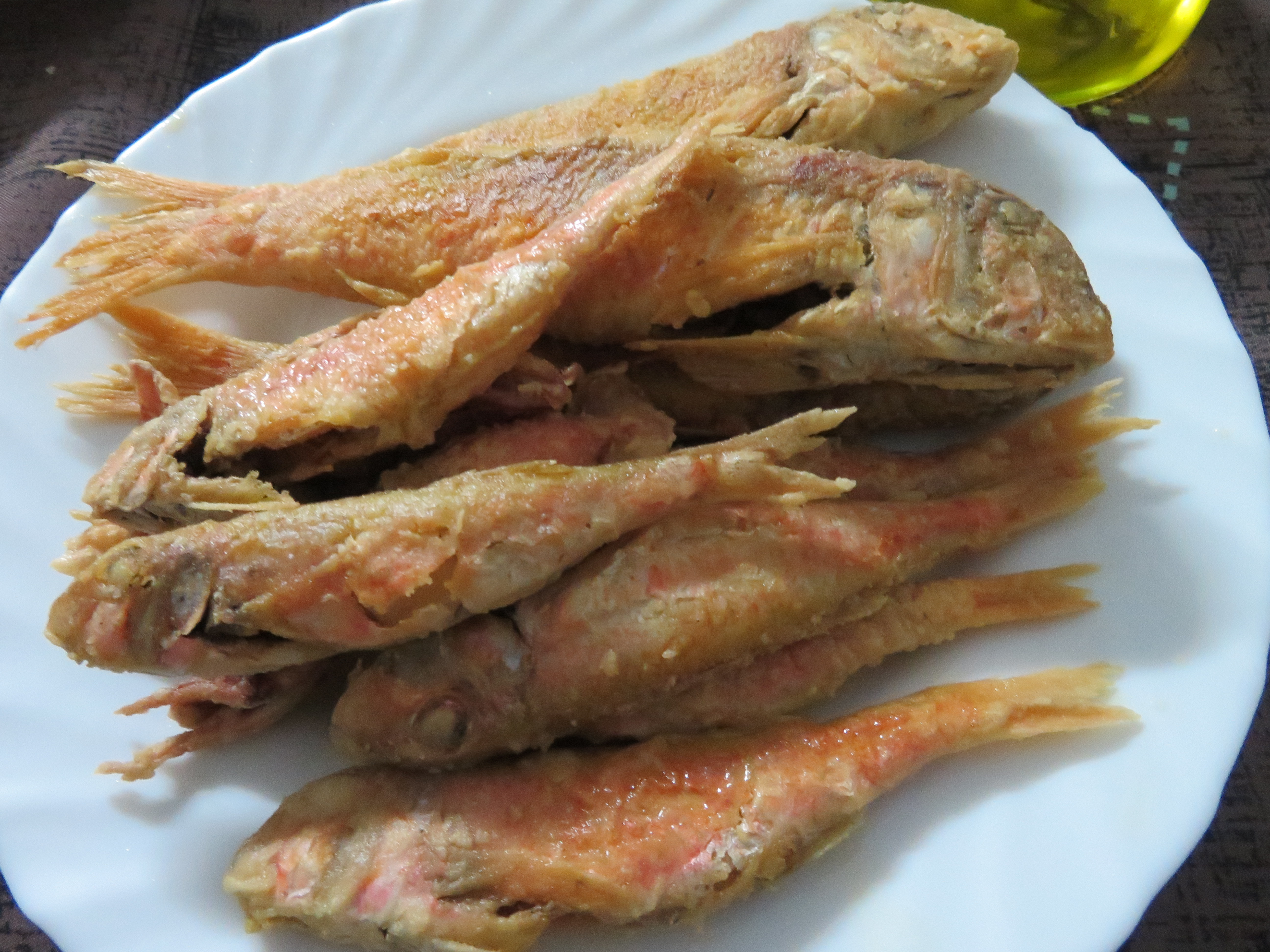
Salmonetes fritos.

En América Latina se suele emplear el término pescado frito a una preparación del pescado que se puede preparar ya sea entero, en ruedas o en filetes.
Es típico en las gastronomías brasileña, ecuatoriana, panameña, colombiana, costarricense, venezolana, mexicana, peruana, chilena y uruguaya.
En primer lugar se sazona el pescado (previamente limpio) con sal, pimienta y zumo de limón; se reboza en harina de trigo y se fríe en aceite vegetal. Se suelen servir con limón. Se emplean pescados como la tilapia, el róbalo, la merluza, el carite, el mero, el corocoro y el pargo, entre otros.

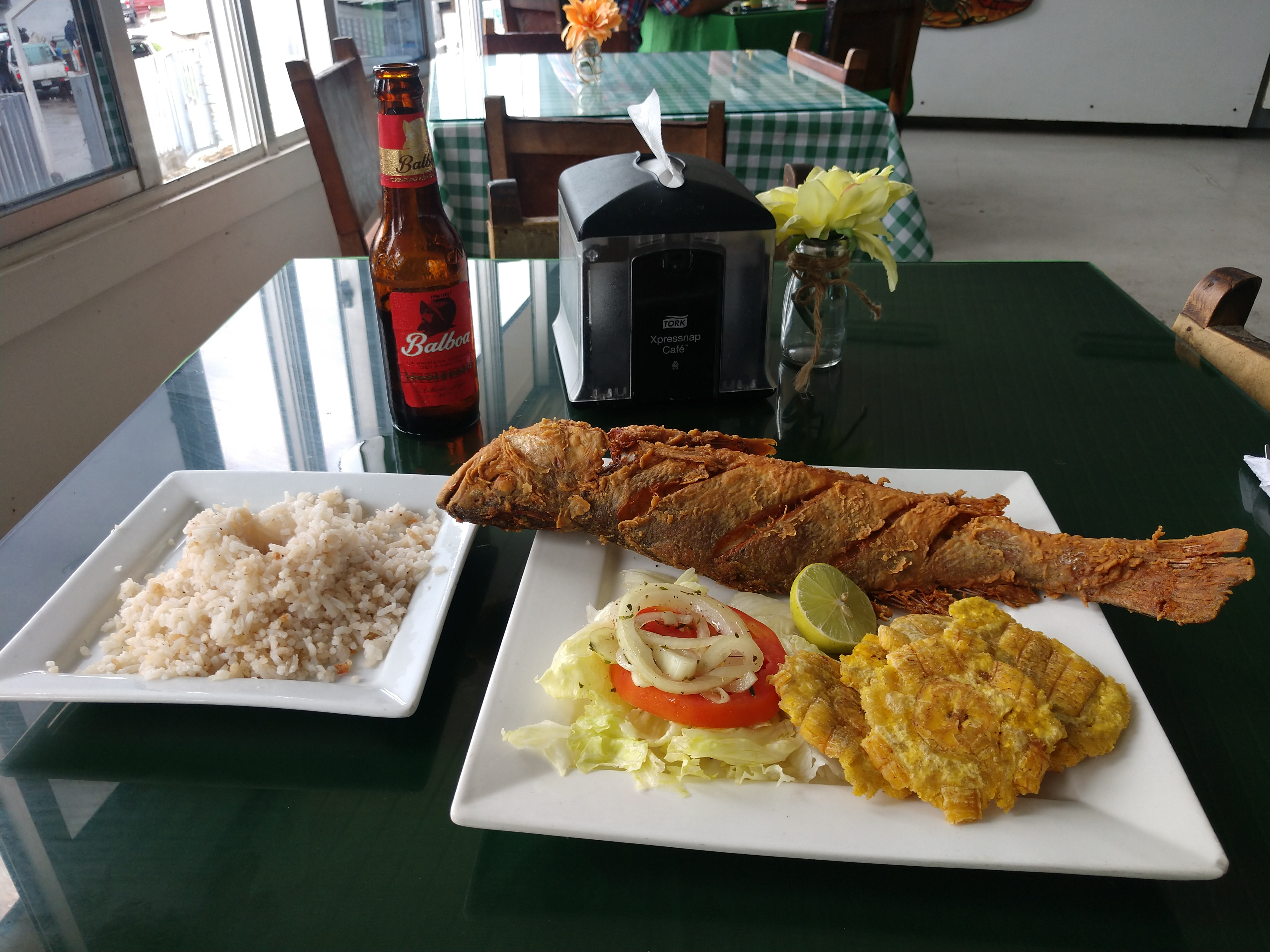
pescado frito y patacones servidos en la Ciudad de Panamá.

En Colombia y Panamá se suele acompañar el pescado entero, en trozos o fileteado con patacones y arroz con coco, siendo una comida muy popular en los restaurantes de playa.  En Venezuela se acompaña con tostones y ensaladas frescas (típico de las costas) o con arepas (mayormente en Oriente).
En Perú el pescado frito se consume entero o en trozos pequeños del tamaño de un bocado, a los cuales se les suele llamar chicharrón de pescado y si son servidos sobre un filete, se denomina jalea. 

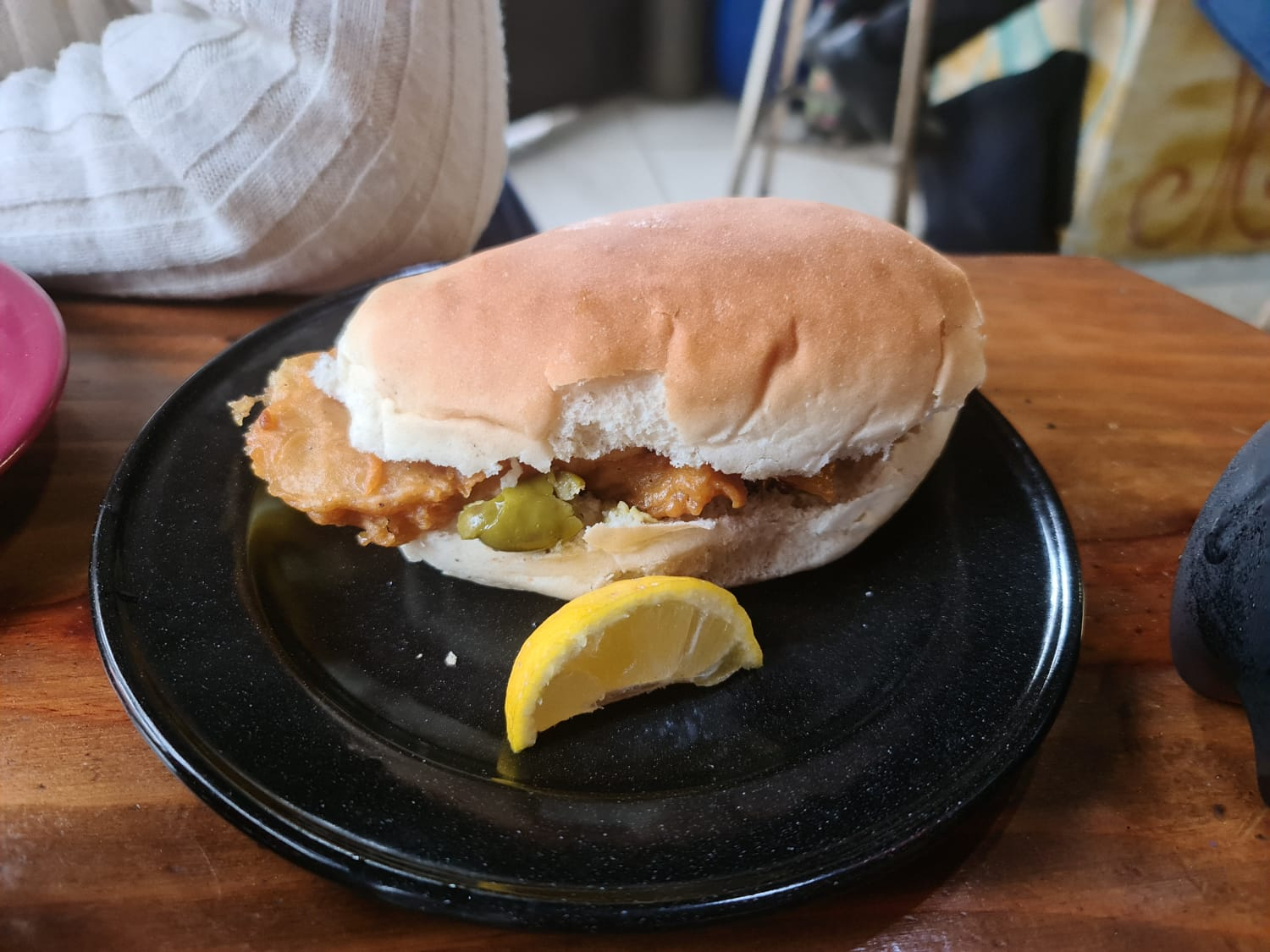
Postas de pescado al pan, pescado frito típico de Uruguay

En Uruguay son tradicionales los puestos de pescado que se encuentran en Montevideo en el barrio de La Unión sobre la calle Comercio, algunos de los cuales permanecen desde hace más de un siglo. Estos puestos son pequeños bares donde se consume únicamente pescado frito que puede ser en forma de postas de pescado o de majuga frita. Las postas de pescado pueden comerse tanto al plato, como al pan acompañadas con puré y limón además de las clásicas salsas criolla y chimichurri, las majugas suelen comerse al plato con limón y salsas. En Uruguay se entiende por posta de pescado al filet de pescado rebozado a la romana o sea con una mezcla de harina y agua o cerveza y finalmente fritos en abundante aceite, el pescado más común suele ser merluza o corvina, mientras se entiende por majuga a una especie de pesca del Río de la Plata de tamaño pequeño, entre los 5 y 10 cm de largo, que reboza con harina y se fríe en abundante aceite.
Por su parte, en Chile se suele preparar una pasta a base de harina y huevo con agua (o cerveza) que se sazona con sal y pimienta, en la cual se reboza el pescado y se fríe en aceite. En dicho país se emplean mayormente la merluza y el congrio, cortados en filetes.